# 扫描鹰无人机

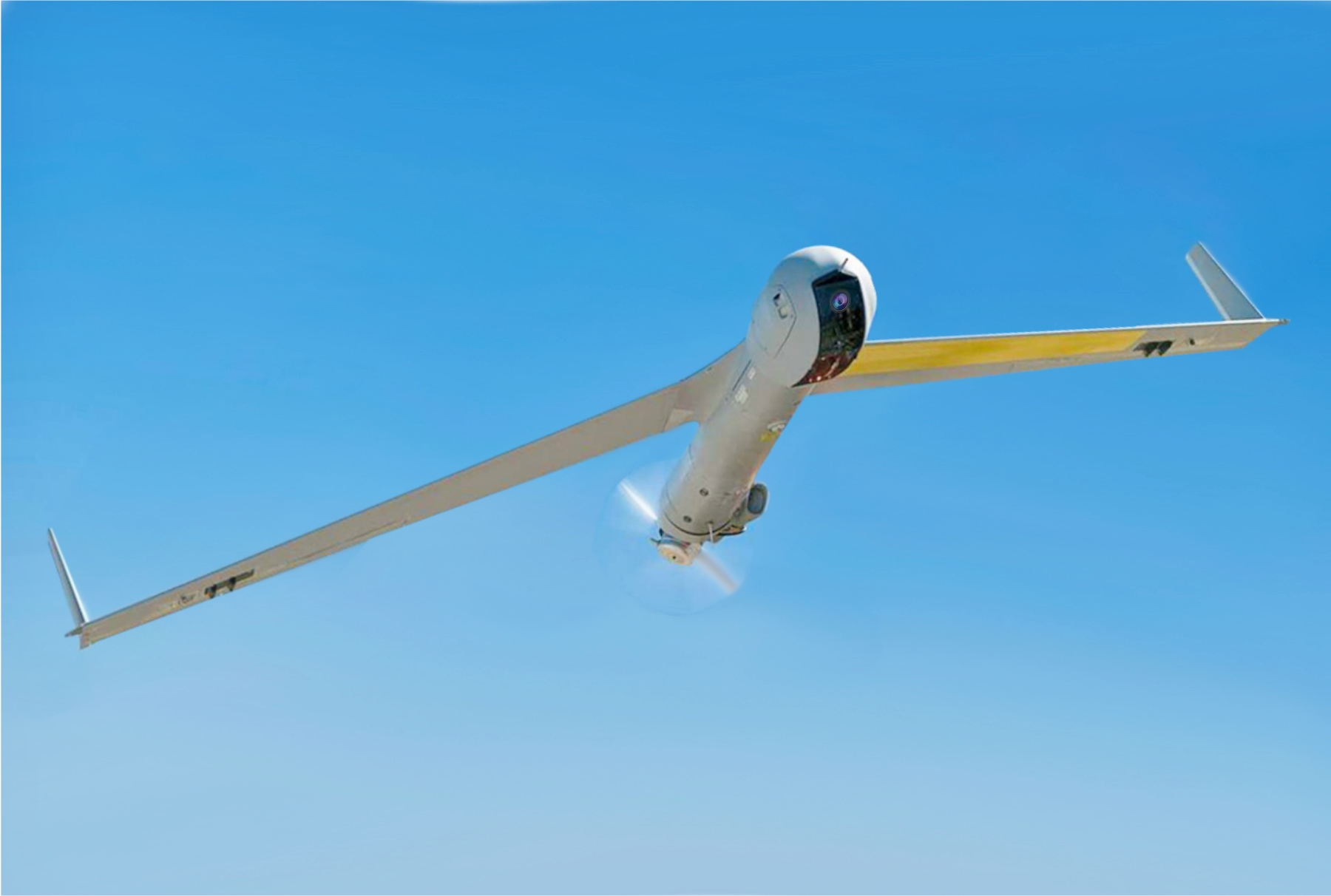
掃描鷹機頭的掃描裝置

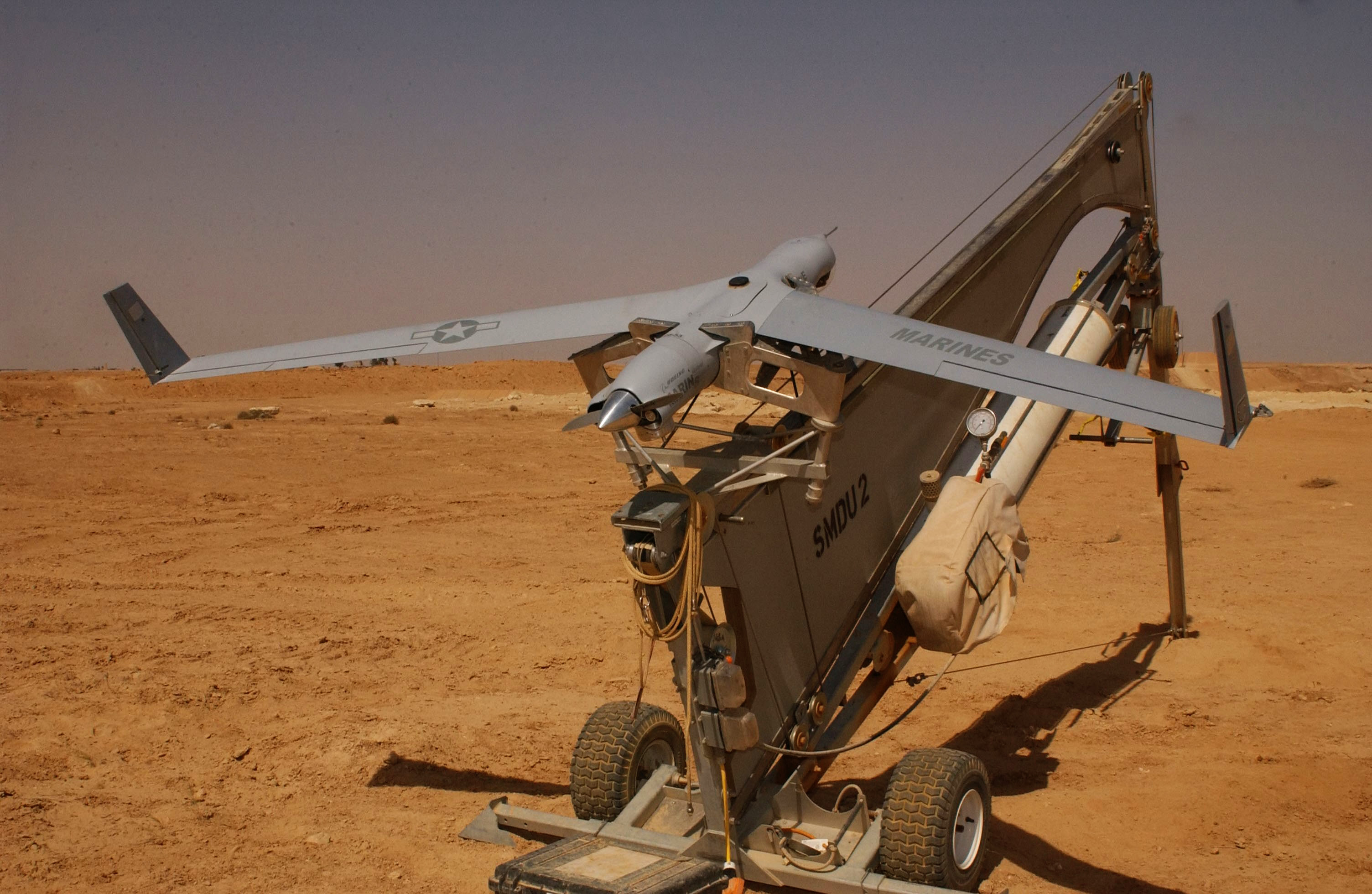
ScanEagle掃描鷹

扫描鹰无人机（英文：ScanEagle）是一种舰载小型无人机，由美国波音公司与英西图公司联合开发，主要用于海上监视与观察、情报搜集、目标搜捕、通信中继等各种战术支援。机长1.2米，翼展3.1米，空重12千克，最大起飞重量18千克，任务载荷3.2千克。动力装置是单缸双冲程发动机，功率2.5马力。巡航速度每小时90公里，最快飞行速度每小时120公里，续航时间15小时。“扫描鹰”无人机于2001年1月9日首次试飞，历时45分钟，飞行高度达6000米。2007年1月“扫描鹰”创下28小时44分钟的最长时间纪录。“扫描鹰”无人机可以跟踪定位多种目标，并实时传回高品質图像。
“扫描鹰”无人机通过气动弹射发射架发射。可以用固定式控制站或安装在悍马车上的高机动性控制站控制。地面人员可用过“天钩”系统（利用一根悬在约16米高的杆子上的绳索阻拦无人机）回收“扫描鹰”无人机。利用“天钩”系统，“扫描鹰”无人机能部署到前线、车辆、小型舰船上。
2015年底，Insitu公司演示了使用无人机发射和回收扫描鹰。该机名为Flares（飞行发射和回收系统），是一架具备4对旋翼的垂直起降无人机，可将固定翼的扫描鹰无人机垂直带到空中，完成释放之后垂直着陆。

## 仿造
2012年年底，伊朗公布工廠照片，已經量產仿造從美國擄獲的掃描鷹，伊朗伊斯兰革命卫队海军司令法达维說伊朗曾捕獲三架美國入侵的掃描鷹，現在已經開闢生產線仿造量產，美国国防部发言人李特則說该无人飞机并不先进，要从该飞机获得珍贵情报极不可能。